# Zenia Stampe
Zenia Stampe Lyngbo (født Stampe Mortensen 30. marts 1979 i Roskilde) er en dansk politolog og politiker, der siden 2011 har været medlem af Folketinget for Det Radikale Venstre i Sjællands Storkreds.

## Baggrund
Stampe er datter af cand.psych. Susanne Stampe og cand.mag. Birger Heide Hansen. Hun er student fra Amtsgymnasiet i Roskilde i 1999 og blev cand.scient.pol. fra Københavns Universitet i 2008. Hun har arbejdet med velfærdsinnovation i Erhvervs- og Byggestyrelsen. Siden 2010 har hun skrevet en blog på politiken.dk.
Stampes farmor Annelise Köster var tysker, og hun har ved flere lejligheder knyttet sin farmors oplevelser under 2. Verdenskrig, herunder mødet med Stampes danske farfar Carl Richard Heide Hansen, til den nuværende flygtningedebat.
Hun er gift med teaterdirektør Martin Lyngbo.

## Politisk karriere
I sin skoletid i midten af 1990'erne var Zenia Stampe med i hovedbestyrelsen for Folkeskoleelevernes Landsorganisation.
Kort derefter var Zenia Stampe på udveksling gennem YFU i Zürich 1996-1997 og engagerede sig i Sozialdemokratische Partei der Schweiz. Hun meldte sig ind i Radikal Ungdom (RU) i 1998. Hun var landsformand for RU 2003-2006. Hun har været formand for RU’s landspolitiske udvalg og temaudvalget for ligestilling. Hun var medlem af styrelsen i Dansk Ungdoms Fællesråd 2006-2007.
Stampe har siddet i Det Radikale Venstres hovedbestyrelse og forretningsudvalg siden 2003. På Radikale Venstres landsmøde i 2008 blev hun valgt som næstformand for partiet. Både i 2009 og 2010 blev hun udfordret af en modkandidat, men vandt begge gange afstemningen blandt partiets delegerede og bevarede posten.
I foråret 2009 markerede hun sig i en ny gruppering af unge og yngre i partiet kaldet "Det nye kuld". Gruppen lancerede i slutningen af maj 2009 en opfordring til vælgerne om at stemme blankt til folkeafstemningen om tronfølgeloven for at kræve en debat om kongehusets eksistensberettigelse. Efter afstemningen var Stampe med til at grundlægge Den Republikanske Grundlovsbevægelse og blev foreningens første formand.
Stampe var opstillet for partiet i Vordingborgkredsen 2001, i Køgekredsen 2005, og i Århus 2007. Ved folketingsvalget 2011 var hun opstillet i Roskilde- og Næstvedkredsene. Her fik hun 3.703	personlige stemmer, hvilket rakte til et kredsmandat. Ved folketingsvalget 2015 blev hun genvalgt med 4.564 personlige stemmer, hvilket var mere end dobbelt så meget som Rasmus Helveg Petersen, som dermed ikke blev genvalgt til Folketinget.
Hun skrev i Januar 2021 et læserbrev om borgerlighed, hvor hun vil have mindre indvandringdebat og mere fokus på at den borgerlige politik ikke bryder sammen.

## Klage over drabschef Ove Dahl
Politiken bragte den 6. marts 2010 en artikel om kriminelle østeuropæere med overskriften Politi: Rumænere er top-kriminelle, hvori drabschef Ove Dahl og flere afdelingschefer fra Københavns Politi advarede mod rumænske kriminelle. Zenia Stampe fandt især Ove Dahls udtalelser racistiske og klagede over ham til Statsadvokaten for København og Bornholm. Nogle medier refererede dog klagen som en egentlig anmeldelse om overtrædelse af "racismeparagraffen", hvilket  skyldtes en fejl i Ritzaus telegram. Ove Dahl beklagede dagen efter at hans udtalelser måske var for specifikke eller eventuelt kunne misforstås. Zenia Stampe var tilfreds med beklagelsen og trak sin klage tilbage, men blev kritiseret for at have indgivet den af såvel politiske modstandere som enkelte partifæller.

## Hæder
Hun modtog i 2016 Dialogforums Dialogpris. Samme år modtog hun Ting-Prisen.